# Villa Van Herzele

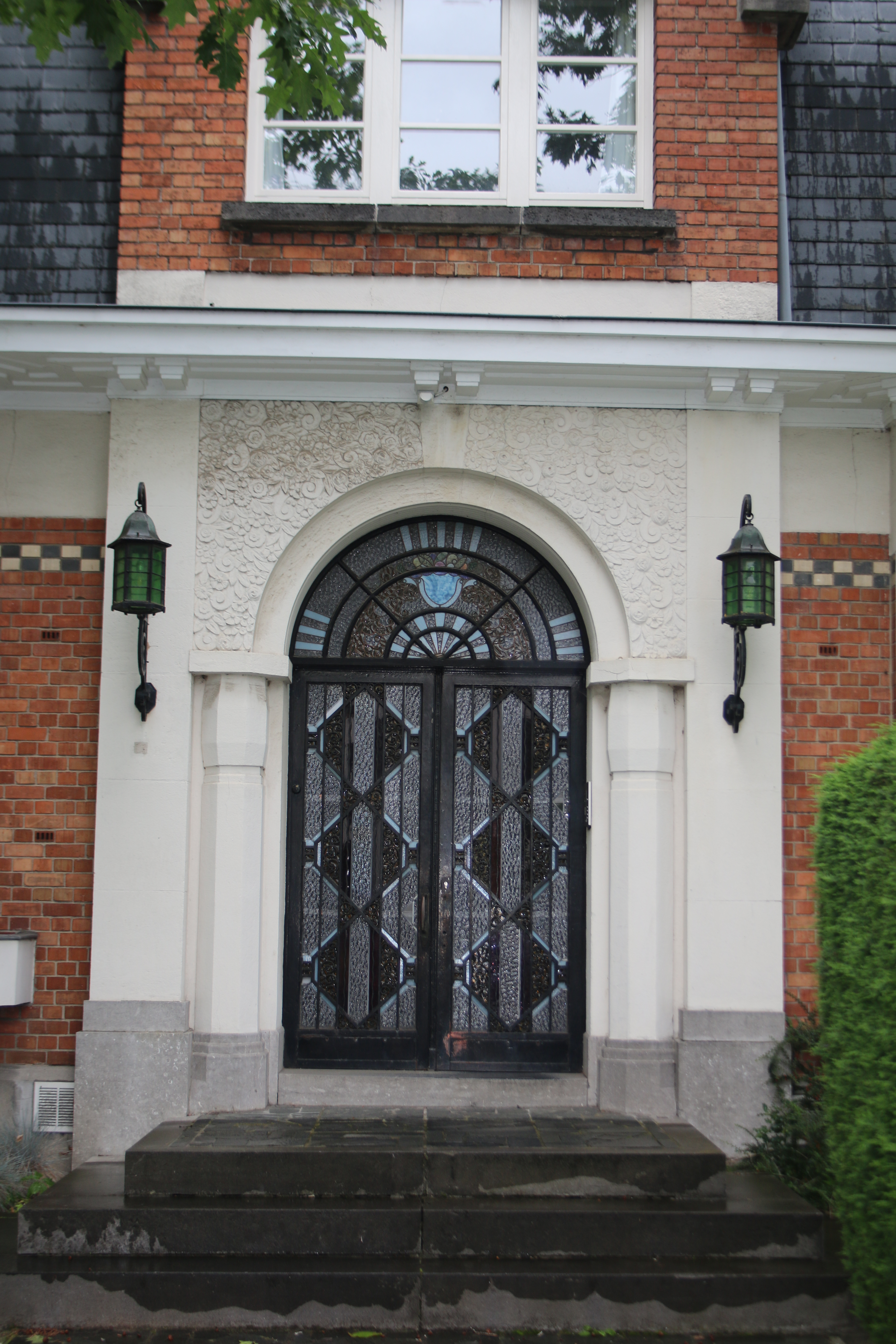
Villa Van Herzele

Villa Van Herzele is een villa aan de Grotenbergestraat 84 in de Belgische stad Zottegem. De villa in art-deco-stijl werd in het midden van de jaren dertig gebouwd voor kachelfabrikant Albert Van Herzele . Het landhuis is volledig symmetrisch opgebouwd. In de waaier van de ijzeren inkomdeur zitten decoratieve glas-in-loodramen. De voordeur wordt geflankeerd door twee pilasters. Boven de kroonlijst werd een exotisch Meso-Amerikaans motief uitgewerkt. In het pand is een advocatenkantoor gevestigd.

## Afbeelding

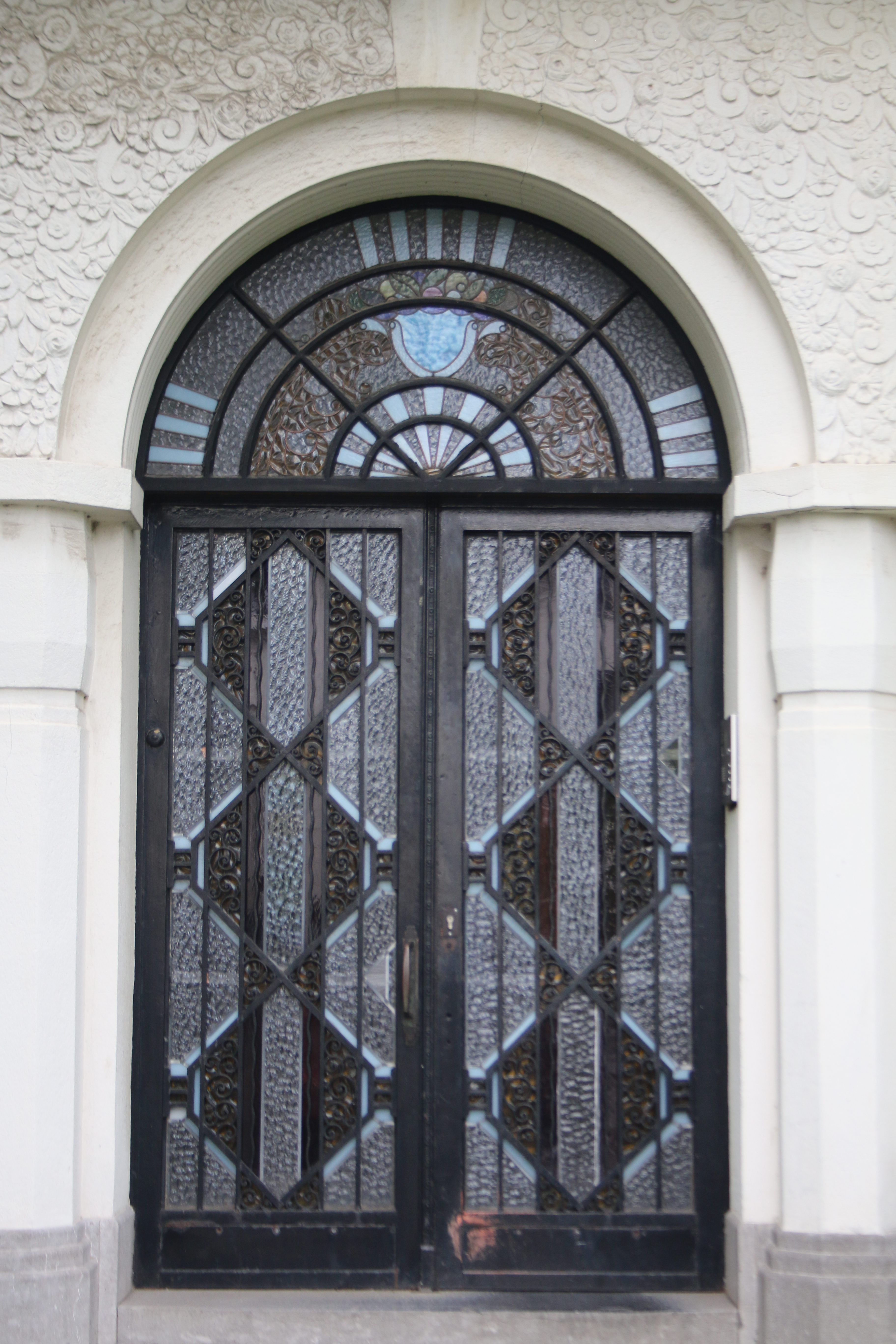
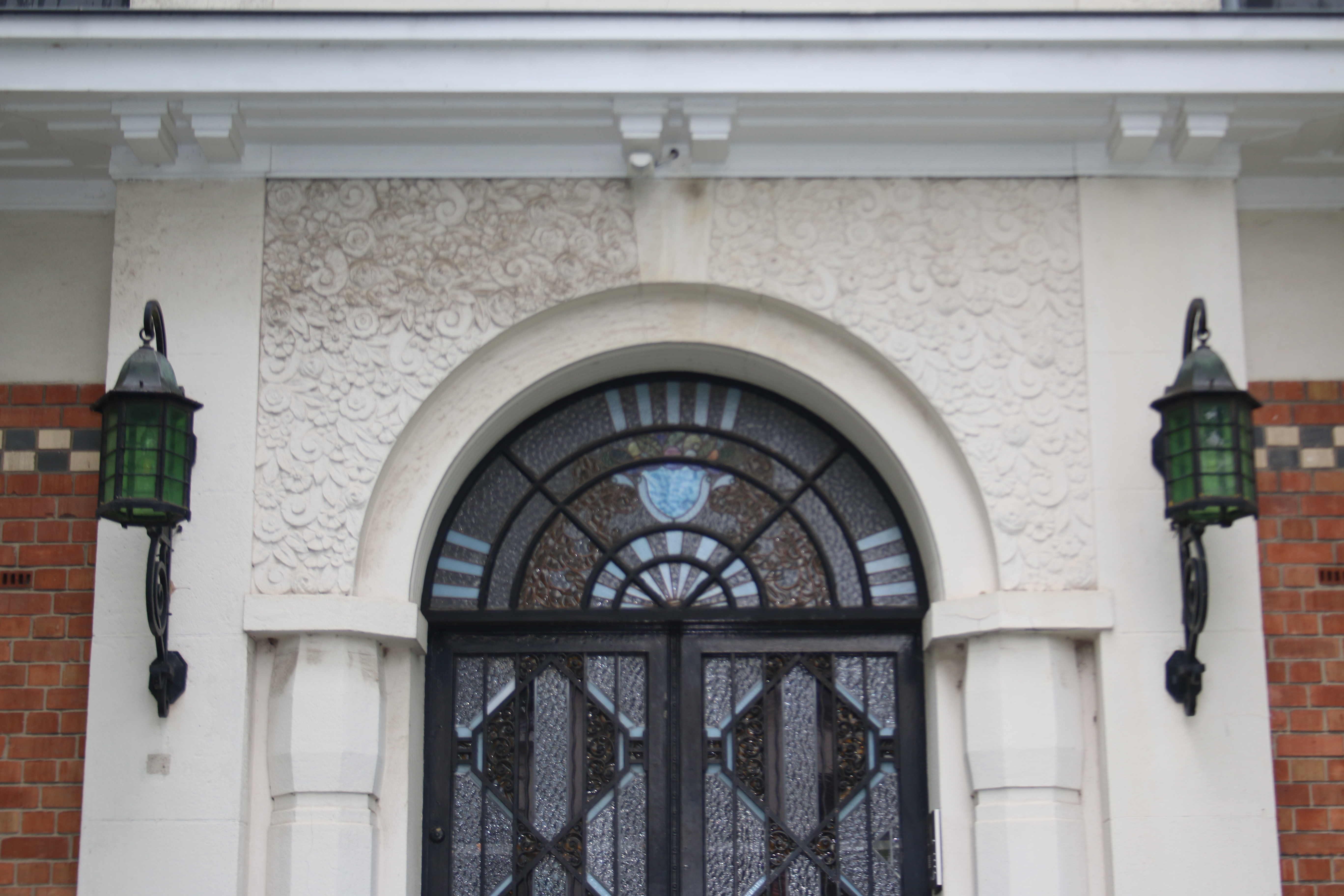